# Nathan Gallick
Nathan "Nate" Gallick (ur. 10 lutego 1983) – amerykański zapaśnik walczący w stylu wolnym. Złoty medalista Uniwersjady w 2005. Piąty w drużynie w Pucharze Świata w 2008 roku.
Zawodnik Sunnyside High School z Tuscon i Iowa State University. Trzy razy All-American (2004 – 2006) w NCAA Division I, pierwszy w 2006 i drugi w 2005 roku.
Wygrał Big 12 Conference w 2004, 2005 i 2006 roku.